# Elena de Suecia
Santa Elena de Suecia, también conocida como santa Elena de Skövde (Vastergötland, Suecia, 1101-Götene, Suecia, 31 de julio de 1160) pertenecía a la clase de la alta sociedad. Nació en la ciudad de Vastergötland, Suecia. Hija de Jarl Guthorm. Su familia era pagana y en su juventud se convirtió al cristianismo. De joven fue dada en matrimonio con un hombre de carácter fuerte. Tras la muerte de su marido se consagró a las obras de caridad a tiempo completo. Después de una peregrinación a Roma, fue asesinada por los familiares de su yerno. La acusaban de complicidad con el asesino de su yerno. Según el martirologio Romano su biografía la escribió el San Brynolph, obispo de Skara, en Suecia.

## Veneración
Tras el asesinato, su cuerpo fue trasladado de Götene hacia Skövde y sepultada en la capilla de la localidad. Es venerada como mártir en la Iglesia católica. Su culto fue aprobado por el papa Alejandro III (1164), después de múltiples milagros obrados en su tumba. Tras su muerte surgieron muchas leyendas, describiendo su vida ejemplar. Es conocida también como Elin.